# Björn Stender
Björn Stender, född 20 april 1934 i Stockholm, död 4 oktober 1963 på flygplatsen i Hahnweide, Kirchheim unter Teck, var en svensk-tysk segelflygplanskonstruktör och segelflygare.
Björn Stender föddes medan hans pappa Walter Stender (1905–2000) tillfälligt arbetade vid Edmund Sparmanns flygfabrik utanför Stockholm. När Sparmann sålde sin verksamhet till Saab AB i slutet på 1930-talet återvände familjen till Tyskland. Stender växte därefter upp i Augsburg, Coburg och Nürtingen. Han studerade maskinteknik vid Tekniska Högskolan i Braunschweig två terminer 1953-1954 och var då aktiv i högskolans flyggrupp Akaflieg. Han slog därefter in på en bana som musiker, studerade i Stuttgart och Detmold och var därefter ett år i Sverige. 1957 återupptog han sina ingenjörsstudier i Braunschweig. Akaflieg arbetade vid denna tid med en ny teknik för att bygga segelflygplan. Stender deltog i bygget av Akafliegs flygplan SB 5 och SB 6. SB 6 Nixope byggdes i epoxilaminat, med en spännvidd på 18 meter och blev en milstolpe i segelflygets utveckling. Stender var ansvarig för konstruktionen tillsammans med Othmar Heise (född 1935)

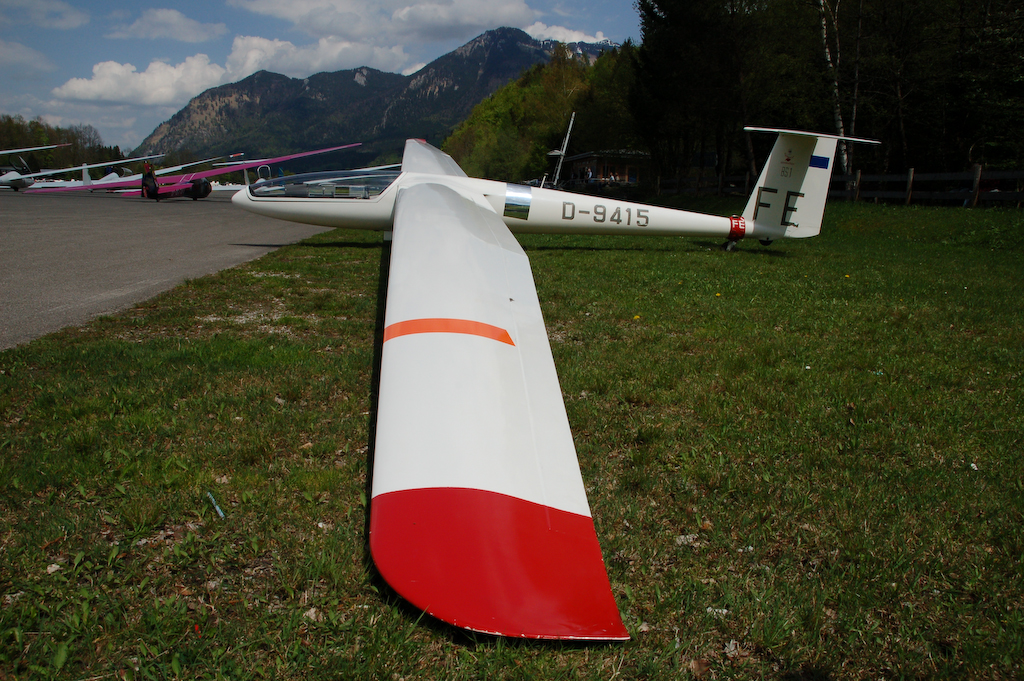
Segelflygplanet BS-1.

Som examensarbete presenterade Stender en idé om elastiska vingbakkanter, där vingen saknade luftspalt mellan skevroder, vingklaff och vingbakkanten. Efter examen som diplomingenjör startade han 1962 ett företag för att producera segelflygplan, Segelflugzeugbau Björn Stender. Det första flygplanet BS-1 beställdes av sydafrikanen Helli Lasch, och på kort tid fanns det över tio beställningar på flygplanet. 
Efter provflygning 1962 av den först färdiga BS-1 levererades flygplanet till Sydafrika. Vid provflygningen av serienummer 2 började flygplanet i hög fart fladdra och bröts sönder. Stender försökte rädda sig i fallskärm, men huven var krossad. Eftersom han inte nödfällt huven skar den trasiga glaskanten sönder utdragslinan till fallskärmen. Flygplanet havererade på flygplatsen i Hahnweide där det restes en minnessten vid nedslagsplatsen.
Hans pappa Walter Stender gjorde efter olyckan ett tekniskt arbete som bidrog till att klarlägga problemen med roderfladder.[källa behövs]